# Tulung (Sampung)
Tulung is een bestuurslaag in het regentschap Ponorogo van de provincie Oost-Java, Indonesië. Tulung telt 3114 inwoners (volkstelling 2010).